# Nenad Maslovar
Nenad Maslovar (Montenegro, 20 de febrer de 1967) és un futbolista montenegrí. Va disputar 3 partits amb la selecció de Sèrbia i Montenegro.

## Estadístiques
| Selecció de Sèrbia i Montenegro | Selecció de Sèrbia i Montenegro | Selecció de Sèrbia i Montenegro |
| Anys                            | Partits                         | Gols                            |
| ------------------------------- | ------------------------------- | ------------------------------- |
| 1997                            | 3                               | 0                               |
| Total                           | 3                               | 0                               |